# NWA World Junior Heavyweight Championship
Le NWA World Junior Heavyweight Championship (que l'on peut traduire par championnat du monde poids lourd junior de la NWA) est un championnat de catch (lutte professionnelle) utilisé par les fédérations membres de la National Wrestling Alliance (NWA). Il permet de mettre en valeur les catcheurs pesant moins de 190 lb (86 kg) à sa création. Dans les années 1980, la NWA relève cette limite à 205 lb (93 kg).
Le premier champion est Billy Goelz qui reçoit l'approbation des membres fondateurs de la NWA durant la première convention en juillet 1948.

## Histoire
Avant la fondation de la National Wrestling Alliance, Pinkie George (en) qui dirige une fédération dans l'Iowa a son propre championnat du monde poids lourd junior.
Quand la National Wrestling Alliance (NWA) est créé en 1948, Pinkie George propose que son championnat du monde poids lourd junior soit le championnat du monde poids lourd junior de la NWA. Les autres membres fondateurs de la NWA acceptent cette proposition et fait de Billy Goelz le premier champion du monde poids lourd junior de la NWA. Le 28 décembre 1949, Leroy McGuirk (en) unifie le championnat du monde poids lourd junior de la National Wrestling Association (en) qu'il détient avec le championnat du monde poids lourd junior de la NWA. Il rend son titre vacant après être devenu aveugle à la suite d'un accident en voiture le 7 février 1950.

## Liste des champions
| #   | Nom                       | Règne | Date               | Durée                      | Lieu                                 | Notes | Réf    |
| --- | ------------------------- | ----- | ------------------ | -------------------------- | ------------------------------------ | --- | ------ |
| 1   | Billy Goelz               | 1     | 6 octobre 1947     | 10 mois et 16 jours        | Des Moines (Iowa)                    | Il bat Marshall Estep pour être champion du monde poids lourd junior de l'Iowa. Il est reconnu comme champion du monde poids lourd junior de la National Wrestling Alliance (NWA) en 1948.                                                           | [ 1 ]  |
| 2   | Al Williams               | 1     | 22 août 1948       | 14 jours                   | Waterloo (Iowa)                      | | [ 2 ]  |
| 3   | Billy Goelz               | 2     | 5 septembre 1948   | 1 an, 3 mois et 23 jours   | Waterloo (Iowa)                      | | [ 2 ]  |
| 4   | Leroy McGuirk (en)        | 1     | 28 décembre 1949   | 1 mois et 10 jours         | Des Moines (Iowa)                    | Il unifie ce titre avec le championnat du monde poids lourd junior de la National Wrestling Association (en) qu'il détient. | ,      |
| -   | Vacant                    | 1     | 7 février 1950     | 9 mois et 6 jours          | NC                                   | McGuirk devient aveugle à la suite d'un accident de la route. | [ 2 ]  |
| 5   | Verne Gagne               | 1     | 13 novembre 1950   | 1 an et 6 jours            | Tulsa (Oklahoma)                     | Il bat Sonny Myers en finale d'un tournoi. | [ 2 ]  |
| 6   | Danny McShain             | 1     | 19 novembre 1951   | 1 an, 8 mois et 29 jours   | Memphis (Tennessee)                  | Il unifie ce titre avec le championnat poids lourd junior (version Los Angeles) le 25 mai 1952. | ,      |
| 7   | Baron Michele Leone       | 1     | 17 août 1953       | 1 an, 7 mois et 25 jours   | Memphis (Tennessee)                  | | [ 6 ]  |
| 8   | Ed Francis                | 1     | 11 avril 1955      | 11 mois et 30 jours        | Tulsa (Oklahoma)                     | | [ 7 ]  |
| 9   | Mike Clancy               | 1     | 10 avril 1956      | 11 mois et 16 jours        | Tulsa (Oklahoma)                     | | [ 2 ]  |
| 10  | Fred Blassie              | 1     | 26 mars 1957       | moins d’un jour            | Nashville (Tennessee)                | | [ 8 ]  |
| -   | Vacant                    | 2     | 26 mars 1957       | 14 jours                   | Nashville (Tennessee)                | Titre retiré car la fin de ce combat est controversé. | [ 2 ]  |
| 11  | Mike Clancy               | 2     | 9 avril 1957       | 7 mois et 3 jours          | Nashville (Tennessee)                | Il bat Blassie. | [ 2 ]  |
| -   | Vacant                    | 3     | 12 novembre 1957   | 7 jours                    | Nashville (Tennessee)                | Titre retiré après un combat face à Fred Blassie car la fin de ce combat est controversé. | [ 2 ]  |
| 12  | Mike Clancy               | 3     | 19 novembre 1957   | 3 mois et 9 jours          | Nashville (Tennessee)                | Il bat Blassie. | [ 2 ]  |
| 13  | Angelo Savoldi (en)       | 1     | 28 février 1958    | 3 mois et 8 jours          | Oklahoma City (Oklahoma)             | | [ 2 ]  |
| 14  | Dory Funk, Sr. (en)       | 1     | 5 juin 1958        | 1 mois et 6 jours          | Amarillo (Texas)                     | | [ 2 ]  |
| 15  | Angelo Savoldi            | 2     | 11 juillet 1958    | 7 mois et 9 jours          | Oklahoma City (Oklahoma)             | | [ 9 ]  |
| 16  | Ivan the Terrible         | 1     | 20 février 1959    | 14 jours                   | Oklahoma City (Oklahoma)             | | [ 2 ]  |
| 17  | Angelo Savoldi            | 3     | 6 mars 1959        | 2 mois et 23 jours         | Oklahoma City (Oklahoma)             | | [ 2 ]  |
| 18  | Mike DiBiase              | 1     | 29 mai 1959        | 2 mois et 23 jours         | Oklahoma City (Oklahoma)             | | [ 2 ]  |
| 19  | Angelo Savoldi            | 4     | 21 août 1959       | 11 mois et 1 jour          | Oklahoma City (Oklahoma)             | | [ 2 ]  |
| 20  | Danny Hodge               | 1     | 22 juillet 1960    | 3 ans, 11 mois et 19 jours | Oklahoma City (Oklahoma)             | Il a le règne le plus long. | [ 10 ] |
| 21  | Hiro Matsuda              | 1     | 11 juillet 1964    | 4 mois et 2 jours          | Tampa (Floride)                      | Il est le premier japonais à détenir ce titre. | [ 2 ]  |
| 22  | Angelo Savoldi            | 5     | 13 novembre 1964   | 5 mois et 10 jours         | Oklahoma City (Oklahoma)             | | [ 2 ]  |
| 23  | Danny Hodge               | 2     | 23 avril 1965      | 7 mois                     | Oklahoma City (Oklahoma)             | | [ 2 ]  |
| 24  | Lorenzo Parente           | 1     | 23 novembre 1965   | 1 mois et 12 jours         | Little Rock (Arkansas)               | | [ 2 ]  |
| 25  | Danny Hodge               | 3     | 4 janvier 1966     | 10 jours                   | Little Rock (Arkansas)               | | [ 2 ]  |
| 26  | Lorenzo Parente           | 2     | 14 janvier 1966    | 28 jours                   | Oklahoma City (Oklahoma)             | Il gagne ce titre par forfait quand Hodge s'évanouit sur le ring. | ,      |
| 27  | Joe McCarthy              | 1     | 11 février 1966    | 2 mois et 22 jours         | Oklahoma City (Oklahoma)             | | [ 2 ]  |
| 28  | Danny Hodge               | 4     | 3 mai 1966         | 6 mois et 2 jours          | Little Rock (Arkansas)               | | [ 2 ]  |
| 29  | Assassin #1 (Tom Renesto) | 1     | 5 novembre 1966    | 1 mois et 14 jours         | Oklahoma City (Oklahoma)             | | [ 2 ]  |
| 30  | Danny Hodge               | 5     | 19 décembre 1966   | 3 ans, 6 mois et 24 jours  | Tulsa (Oklahoma)                     | | [ 2 ]  |
| 31  | Sputnik Monroe            | 1     | 13 juillet 1970    | 28 jours                   | Shreveport (Louisiane)               | | [ 2 ]  |
| 32  | Danny Hodge               | 6     | 10 août 1970       | 9 mois et 10 jours         | Tulsa (Oklahoma)                     | | [ 2 ]  |
| 33  | Roger Kirby               | 1     | 20 mai 1971        | 3 mois et 21 jours         | La Nouvelle-Orléans (Louisiane)      | | [ 2 ]  |
| 34  | Ramon Torres              | 1     | 10 septembre 1971  | 2 mois et 23 jours         | Oklahoma City (Oklahoma)             | | [ 2 ]  |
| 35  | Dr X (Jim Osborne)        | 1     | 3 décembre 1971    | 3 mois et 17 jours         | Oklahoma City (Oklahoma)             | | [ 2 ]  |
| 36  | Danny Hodge               | 7     | 20 mars 1972       | 1 an, 8 mois et 29 jours   | Shreveport (Louisiane)               | | [ 12 ] |
| 37  | Ken Mantell               | 1     | 19 décembre 1973   | 1 an, 5 mois et 26 jours   | Jackson (Mississippi)                | Il perd son titre face à Wrestling Pro le 17 septembre 1974 et le récupère le 5 novembre. Cependant, seul la Gulf Coast Championship Wrestling, le territoire de l'Alabama de la NWA qui a organisé ces combats, reconnait ces changements de titre. | ,      |
| 38  | Hiro Matsuda              | 2     | 14 juin 1975       | 8 mois et 17 jours         | St. Petersburg (Floride)             | | [ 2 ]  |
| 39  | Danny Hodge               | 8     | 2 mars 1976        | 13 jours                   | Shreveport (Louisiane)               | | [ 2 ]  |
| -   | Vacant                    | 4     | 15 mars 1976       | 6 mois et 13 jours         | NC                                   | Hodge est victime d'un accident en voiture où il se blesse à la nuque. | [ 2 ]  |
| 40  | Pat Barret                | 1     | 28 septembre 1976  | 2 mois et 4 jours          | Shreveport (Louisiane)               | Il bat Nelson Royal en finale d'un tournoi. | [ 2 ]  |
| 41  | Ron Starr                 | 1     | 2 décembre 1976    | 4 jours                    | La Nouvelle-Orléans (Louisiane)      | | [ 2 ]  |
| 42  | Nelson Royal              | 1     | 6 décembre 1976    | 1 an, 6 mois et 19 jours   | Tulsa (Oklahoma)                     | | [ 2 ]  |
| 43  | Al Madril                 | 1     | 25 juin 1978       | NC                         | Houston (Texas)                      | | [ 2 ]  |
| 44  | Nelson Royal              | 2     | juillet 1978       | NC                         | NC                                   | On remet à Royal le titre car Madril est malade. | [ 2 ]  |
| -   | Vacant                    | 5     | octobre 1979       | NC                         | NC                                   | Nelson Royal arrête sa carrière de catcheur. | [ 2 ]  |
| 45  | Ron Starr                 | 2     | 11 février 1980    | NC                         | Tulsa (Oklahoma)                     | | [ 2 ]  |
| 46  | Les Thornton              | 1     | mars 1980          | NC                         | NC                                   | | [ 2 ]  |
| 47  | Jerry Stubbs              | 1     | 20 janvier 1981    | 10 jours                   | Mobile (Alabama)                     | | [ 2 ]  |
| 48  | Les Thornton              | 2     | 30 janvier 1981    | 4 mois et 8 jours          | Orlando (Floride)                    | | [ 14 ] |
| 49  | Terry Taylor (en)         | 1     | 7 juin 1981        | 13 jours                   | Roanoke (Virginie)                   | | [ 15 ] |
| 50  | Les Thornton              | 3     | 20 juin 1981       | 2 mois et 24 jours         | Richmond (Virginie)                  | | [ 16 ] |
| 51  | Jerry Brisco              | 1     | 13 septembre 1981  | 1 mois et 3 jours          | Orlando (Floride)                    | | [ 2 ]  |
| 52  | Les Thornton              | 4     | 16 octobre 1981    | 7 mois et 9 jours          | Knoxville (Tennessee)                | Il perd son titre face à Joe Lightfoot le 7 novembre et le récupère une semaine plus tard. Cependant, la NWA ne reconnait pas le règne de Lightfoot.                                                                                                 | ,      |
| 53  | Tiger Mask                | 1     | 25 mai 1982        | 10 mois et 9 jours         | Shizuoka Japon                       | Il n'est pas reconnu par des promoteurs nord américain cat il travaille à la World Wrestling Federation. La NWA le reconnait après la convention d'août 1980.                                                                                        | ,      |
| -   | Vacant                    | 6     | 3 avril 1983       | 1 mois et 30 jours         | NC                                   | Tiger Mask se blesse le 1er avril | [ 2 ]  |
| 54  | Tiger Mask                | 2     | 2 juin 1983        | 2 mois et 10 jours         | Tokyo Japon                          | Il bat Kuniaki Kobayashi. | [ 2 ]  |
| -   | Vacant                    | 7     | 12 août 1983       | 2 mois et 22 jours         | NC                                   | Tiger Mask annonce sa retraite. | [ 2 ]  |
| 55  | The Cobra (en)            | 1     | 3 novembre 1983    | 1 an, 8 mois et 25 jours   | Tokyo Japon                          | Il bat Davey Boy Smith. | [ 2 ]  |
| 56  | Hiro Saito (en)           | 1     | 28 juillet 1985    | moins d’un jour            | Osaka Japon                          | | [ 2 ]  |
| 57  | The Cobra                 | 2     | 28 juillet 1985    | 4 jours                    | Osaka Japon                          | | [ 2 ]  |
| -   | Vacant                    | 8     | 1er août 1985      | NC                         | NC                                   | | [ 2 ]  |
| 58  | Denny Brown               | 1     | août 1985          | NC                         | NC                                   | Shōhei Baba qui est alors vice-président de la NWA reconnait Brown comme champion. | [ 2 ]  |
| 59  | Gary Royal                | 1     | 15 août 1985       | 1 mois et 6 jours          | Saint-Louis (Missouri)               | | [ 2 ]  |
| 60  | Denny Brown               | 2     | 21 septembre 1985  | 10 mois et 12 jours        | Atlanta (Géorgie)                    | | [ 2 ]  |
| 61  | Steve Regal               | 1     | 2 août 1986        | 30 jours                   | Atlanta (Géorgie)                    | | [ 19 ] |
| 62  | Denny Brown               | 3     | 1er septembre 1986 | 6 mois et 6 jours          | Greenville (Caroline du Sud)         | | [ 20 ] |
| 63  | Lazor-Tron                | 1     | 7 mars 1987        | NC                         | Atlanta (Géorgie)                    | | [ 21 ] |
| -   | Vacant                    | 9     | octobre 1987       | NC                         | NC                                   | Tron quitte la Mid-Atlantic Championsip Wrestling (en), la fédération qui utilise ce titre. | [ 2 ]  |
| 64  | Nelson Royal              | 3     | 17 novembre 1987   | 8 mois et 5 jours          | Columbia (Caroline du Sud)           | Il bat Denny Brown. | [ 2 ]  |
| 65  | Scott Armstrong           | 1     | 22 juillet 1988    | 1 jour                     | Knoxville (Tennessee)                | | [ 22 ] |
| 66  | Nelson Royal              | 4     | 23 juillet 1988    | 7 jours                    | Hazard (Kentucky)                    | | [ 2 ]  |
| 67  | Scott Armstrong           | 2     | 30 juillet 1988    | 20 jours                   | Chatanooga (Tennessee)               | | [ 2 ]  |
| 68  | Nelson Royal              | 5     | 19 août 1988       | NC                         | Columbia (Caroline du Sud)           | | [ 2 ]  |
| -   | Vacant                    | 10    | NC                 | NC                         | NC                                   | | [ 2 ]  |
| 69  | Masayoshi Motegi          | 1     | 30 août 1995       | 11 mois et 3 jours         | Tokyo Japon                          | Il bat El Hijo del Santo. | [ 2 ]  |
| 70  | Great Sasuke              | 1     | 2 août 1996        | 2 mois et 9 jours          | Tokyo Japon                          | Il remporte ce titre au premier tour du tournoi désignant le premier champion J-Crown. | [ 23 ] |
| 71  | Ultimo Dragon             | 1     | 11 octobre 1996    | 2 mois et 24 jours         | Osaka Japon                          | | [ 24 ] |
| 72  | Jushin Thunder Liger      | 1     | 4 janvier 1997     | 6 mois et 2 jours          | Tokyo Japon                          | | [ 25 ] |
| 73  | El Samurai                | 1     | 6 juillet 1997     | 1 mois et 4 jours          | Sapporo Japon                        | | [ 26 ] |
| 74  | Shinjirō Ōtani            | 1     | 10 août 1997       | 2 mois et 26 jours         | Nagoya Japon                         | | [ 27 ] |
| -   | Vacant                    | 11    | 5 novembre 1997    | 1 an et 4 mois             | NC                                   | | [ 2 ]  |
| 75  | Logan Caine               | 1     | 5 mars 1999        | 7 mois et 23 jours         | Parkersburg (Virginie-Occidentale)   | Il bat Viper en finale d'un tournoi. | [ 2 ]  |
| -   | Vacant                    | 12    | 28 octobre 1999    | moins d’un jour            | North Versailles (Pennsylvanie)      | Caine ne peut pas venir défendre son titre face à Vince Kaplack. | [ 2 ]  |
| 76  | Vince Kaplack             | 1     | 28 octobre 1999    | 2 mois et 17 jours         | North Versailles (Pennsylvanie)      | Il bat Chris Hero. | [ 2 ]  |
| 77  | Tony Kozina               | 1     | 14 janvier 2000    | 6 mois et 8 jours          | North Versailles (Pennsylvanie)      | | [ 2 ]  |
| 78  | Rockford 2000             | 1     | 22 juillet 2000    | 1 mois et 8 jours          | Surrey (Colombie-Britannique) Canada | | [ 2 ]  |
| 79  | Tony Kozina               | 2     | 30 août 2000       | 1 mois et 14 jours         | NC                                   | Le bureau de la NWA regarde le match opposant Kozina à Rockford 2000 et décide de remettre le titre à Kozina. | [ 2 ]  |
| 80  | Vince Kaplack             | 2     | 14 octobre 2000    | 5 mois et 24 jours         | Nashville (Tennessee)                | | [ 2 ]  |
| 81  | Rocky Reynolds            | 1     | 7 avril 2001       | 27 jours                   | Pennsboro (Virgine-Occidentale)      | | [ 2 ]  |
| 82  | Mike Thunder              | 1     | 4 mai 2001         | 3 mois et 17 jours         | North Richland Hills (Texas)         | | [ 2 ]  |
| 83  | Lex Lovett                | 1     | 21 août 2001       | 1 mois et 22 jours         | Tampa (Floride)                      | | [ 2 ]  |
| 84  | Jason Rumble              | 1     | 13 octobre 2001    | 3 mois et 20 jours         | St. Petersburg (Floride)             | Il bat Lovett, Jimmy Rave, Brandon K et B.J. Turner dans un match à cinq. | [ 2 ]  |
| 85  | Rocky Reynolds            | 2     | 2 février 2002     | 14 jours                   | Titusville (Pennsylvanie)            | | [ 2 ]  |
| 86  | Jason Rumble              | 2     | 16 février 2002    | 1 mois et 21 jours         | Malden (en) (Pennsylvanie)           | | [ 2 ]  |
| 87  | Rocky Reynolds            | 3     | 6 avril 2002       | 2 mois et 23 jours         | Parkersburg (Virginie-Occidentale)   | | [ 2 ]  |
| 88  | Jimmy Rave                | 1     | 29 juin 2002       | 2 mois et 23 jours         | Cornelia (Géorgie)                   | Il bat Reynolds et Jeremy Lopez dans un match à trois. | [ 2 ]  |
| 89  | Star                      | 1     | 10 août 2002       | 7 jours                    | Columbia (Tennessee)                 | | [ 2 ]  |
| 90  | Jimmy Rave                | 2     | 17 août 2002       | 5 mois et 1 jour           | Columbia (Tennessee)                 | | [ 2 ]  |
| 91  | Brother Love              | 1     | 18 janvier 2003    | 4 mois et 20 jours         | Greenville (Mississippi)             | | [ 2 ]  |
| 92  | Rocky Reynolds            | 4     | 7 juin 2003        | 1 mois et 26 jours         | Parkersburg (Virginie-Occidentale)   | | [ 2 ]  |
| 93  | Chris Draven              | 1     | 2 août 2003        | 5 mois et 8 jours          | Parkersburg (Virginie-Occidentale)   | | [ 2 ]  |
| 94  | Jerrelle Clark            | 1     | 10 janvier 2004    | 9 mois et 7 jours          | St. Petersburg (Floride)             | | [ 2 ]  |
| 95  | Jason Rumble              | 3     | 17 octobre 2004    | 10 mois et 8 jours         | Winnipeg Canada                      | Il bat Clark et Vance Desmond dans un match à trois. | [ 2 ]  |
| 96  | Black Tiger               | 1     | 25 août 2005       | 5 mois et 25 jours         | Columbia (Tennessee)                 | | [ 2 ]  |
| 97  | Tiger Mask IV             | 1     | 19 février 2006    | 1 an, 2 mois et 22 jours   | Tokyo Japon                          | | [ 2 ]  |
| 98  | Mike Quackenbush (en)     | 1     | 11 mai 2007        | 3 ans, 5 mois et 26 jours  | Portage (Indiana)                    | | [ 2 ]  |
| 99  | Craig Classic             | 1     | 6 novembre 2010    | 8 mois et 5 jours          | Ft. Pierce (Floride)                 | | [ 2 ]  |
| -   | Vacant                    | 13    | 11 juillet 2011    | 2 mois et 25 jours         | NC                                   | Classic rend son titre pour protester contre le retrait du titre de champion du monde poids lourd de la NWA de The Sheik | [ 2 ]  |
| 100 | Kevin Douglas             | 1     | 6 octobre 2011     | 1 an et 7 jours            | Charlotte (Caroline du Nord)         | Il bat Chase Owens en finale d'un tournoi. | [ 2 ]  |
| -   | Vacant                    | 14    | 13 octobre 2012    | moins d’un jour            | Kingsport (Tennessee)                | Douglas ne peut pas défendre son titre à cause d'une blessure. | [ 2 ]  |
| 101 | Chase Owens               | 1     | 13 octobre 2012    | 9 mois et 28 jours         | Kingsport (Tennessee)                | Il bat Matt Conard et Zac Vincent dans un match à trois. | [ 2 ]  |
| 102 | Jason Kincaid             | 1     | 10 août 2013       | 2 mois et 8 jours          | Kingsport (Tennessee)                | | [ 28 ] |
| 103 | Chase Owens               | 2     | 18 octobre 2013    | 2 mois et 17 jours         | Humble (Texas)                       | | [ 29 ] |
| 104 | Ricky Morton              | 1     | 4 janvier 2014     | 2 mois et 3 jours          | Kingsport (Tennessee)                | | [ 30 ] |
| 105 | Chase Owens               | 3     | 7 mars 2014        | 8 mois et 1 jour           | Church Hill (Tennessee)              | | [ 31 ] |
| 106 | Jushin Thunder Liger      | 2     | 8 novembre 2014    | 5 mois et 5 jours          | Osaka Japon                          | | [ 32 ] |
| 107 | Steve Anthony             | 1     | 13 avril 2015      | 5 mois et 10 jours         | Las Vegas (Nevada)                   | | [ 33 ] |
| 108 | Tiger Mask IV             | 2     | 23 septembre 2015  | 5 mois et 25 jours         | Okayama Japon                        | | [ 34 ] |
| 109 | Steve Anthony             | 2     | 19 mars 2016       | 3 mois et 20 jours         | Nagoya Japon                         | | [ 35 ] |
| 110 | John Saxon                | 1     | 9 juillet 2016     | 8 mois et 30 jours         | Pensacola (Floride)                  | | [ 2 ]  |
| 111 | Arrick Andrews            | 1     | 8 avril 2017       | 1 mois et 11 jours         | Dyersburg (Tennessee)                | | [ 36 ] |
| 112 | Mr USA                    | 1     | 19 mai 2017        | 2 mois et 24 jours         | Franklin (Kentucky)                  | | [ 2 ]  |
| 113 | Barrett Brown             | 1     | 12 août 2017       | 1 mois et 18 jours         | Dyersburg (Tennessee)                | | [ 2 ]  |
| -   | Abandonné                 | -     | 30 septembre 2017  | 4 ans, 5 mois et 18 jours  | NC                                   | La NWA cesse d'utiliser ce titre. |        |
| 114 | Homicide                  | 1     | 20 mars 2020       | 7 mois et 23 jours         | Nashville (Tennessee)                | Il bat Austin Aries, Colby Corino (en) et Darius Lockhart en finale d'un tournoi. | [ 37 ] |
| 115 | Kerry Morton (en)         | 1     | 12 novembre 2022   | 2 ans, 4 mois et 2 jours   | Chalmette (Louisiane)                | | [ 38 ] |